# Möbelmarkt Dogern
Der Möbelmarkt Dogern ist ein Möbelhändler mit Sitz im baden-württembergischen Dogern, nahe der Schweizer Grenze. Insgesamt sechs Einrichtungshäuser betreibt die Unternehmensgruppe im Südwesten Deutschlands. Das Unternehmen ist ein unternehmergeführtes Familienunternehmen. Das Tochterunternehmen ist die Mobila Wohnbedarf KG mit Sitz im deutschen Rheinfelden.
Die Unternehmensgruppe bietet neben der Beratung und dem Verkauf von Möbeln verschiedene Dienstleistungen an, wie beispielsweise den Vollkundenservice für Kunden aus Deutschland und der Schweiz. Im Bereich der Auslieferung und Montage von Möbeln und Küchen, teils bis weit in die Schweiz, hat das Unternehmen mehr als 40 Jahre Erfahrung. Bereits 2014 erzielte das Unternehmen einen Umsatz von rund 160 Mio. Euro.

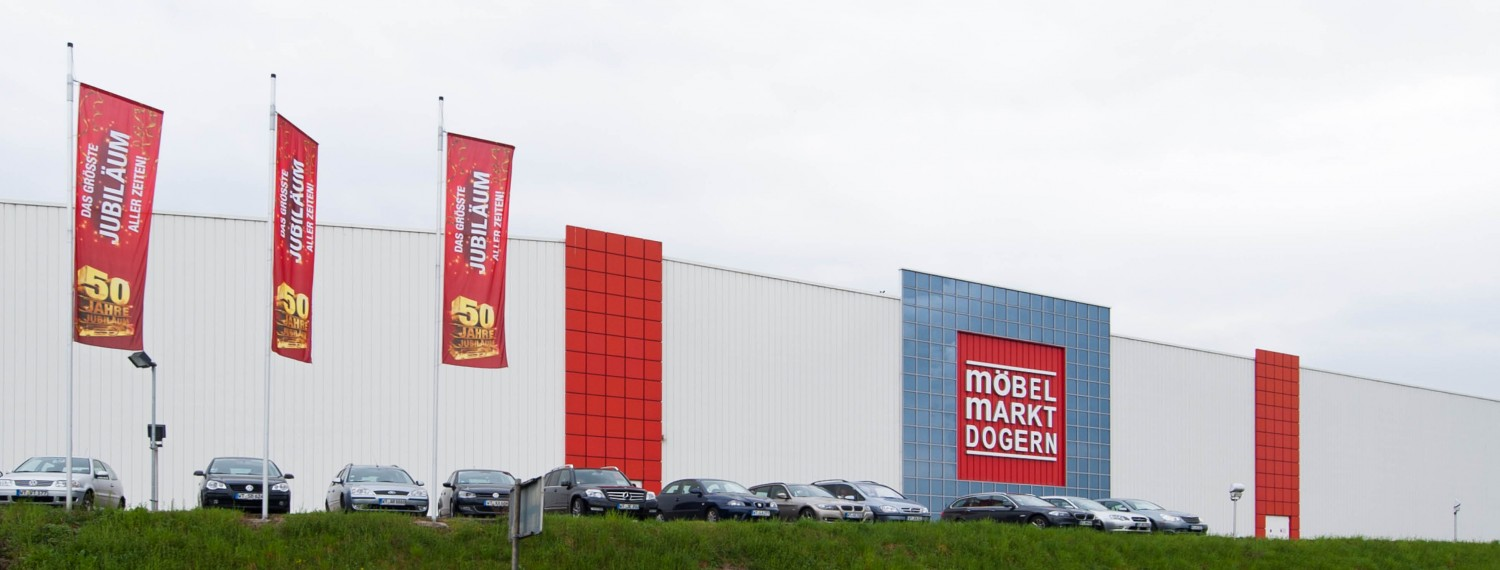
Möbelmarkt Dogern (Einzugsgebiet Zürich, Schaffhausen, Winterthur) Gewerbestraße 5, 79804 Dogern

## Geschichte
Das Unternehmen wurde 1968 in Waldshut gegründet. Unter dem Namen Wohnbedarf Waldshut wurden, am Standort des heutigen Kauflands in Waldshut, Möbel angeboten. Im Jahr 1974 kam es zur Neueröffnung des Möbelmarkt Dogerns am heutigen Standort in der Gewerbestraße 5 in Dogern. Verschiedene bauliche Erweiterungen am Haus in Dogern folgten in den Jahren 1985, 1993 und 2006. 1997 wurde das Vertriebskonzept Super-SB-Möbeldiscount in Dogern eröffnet. Ende 2017 wurde eine Bauvoranfrage zur Aufstockung des Gebäudes auf drei Etagen gestellt. Mehr Ausstellungsfläche sowie Raum für die Verwaltung sollten geschaffen werden.

## Standorte
Im Jahr 1995 wurde ein Tochterunternehmen des Möbelmarkt Dogerns in Rheinfelden unter dem Namen Mobilia Rheinfelden eröffnet. Im Jahr 2008 kam es zur Umbenennung zu Wohnwelt Rheinfelden.
2007 erfolgte die Neueröffnung des dritten Unternehmensstandorts. Die Möbelarena in Rheinfelden wurde eröffnet.
Der SB-Markt in Dogern wurde 2010 geschlossen. An seine Stelle tritt die neue Möbelarena im Gewerbepark Waldshut mit einer Verkaufsfläche von 8000 m².
Im Jahr 2013 kam es zur Eröffnung der Natura Wohnfabrik in Waldshut-Tiengen, mit 8000 m² Ausstellungsfläche. Die Natura Wohnfabrik ist ein Trendstore mit riesigem Gartenmöbel-Glashaus, der modernes Design in Symbiose mit Materialien aus der Natur präsentiert.
Nach einer zweijährigen Umbauphase mit einer Gebäudeerhöhung um eine Etage wurde abschließend 2022 die Fläche des Marktes auf 30.000 Quadratmeter erweitert. Im Rahmen der Erneuerung wurden auch die bisherigen Abteilungen umgebaut sowie ein Restaurant integriert.

## Soziales Engagement
Seit 2011 engagiert sich die Unternehmensgruppe beim SOS-Kinderdorf e.V. Ebenso wird die Organisation Ärzte ohne Grenzen e.V. unterstützt.
Unter dem Namen „Mitarbeiter-Spendenaktion“, einer Aktion die 2016 von einem Mitarbeiter der Unternehmensgruppe initiiert wurde, können Mitarbeiter freiwillig einen Teil ihres Gehalts spenden. Soziale Einrichtungen in der Region werden damit unterstützt.